# Günther von Kluge
Günther Adolf Ferdinand “Hans” von Kluge (n. 30 octombrie 1882, Posen, Imperiul German - d. 17 august 1944, Metz, Franța) a fost un feldmareșal german în cel de-al Doilea Război Mondial. Von Kluge s-a născut în Posen într-o familie de militari prusaci.

## Începuturile carierei
În timpul Primului Război Mondial a fost ofițer de stat major  și în 1916 a participat la Bătălia de la Verdun. În 1936 a fost promovat la gradul de general-locotenent și în 1937 i s-a încredințat comanda Armatei a VI-a germană.

## Al Doilea Război Mondial

#### Invazia Poloniei și a Franței
În calitate de comandant a Armatei a 6-a germană, care mai târziu a devenit Armata a 4-a germană a condus această armată în bătăliile din Polonia din anul 1939. Cu toate că s-a opus planului de atac prin pădurile din Ardeni, care a culminat prin căderea Franței, a participat cu armata sa la trecerea prin aceste păduri. Kluge a fost promovat mareșal în iulie 1940.